# Бонак (Арјеж)
Бонак (фр. Bonnac) насеље је и општина у јужној Француској у региону Миди Пирене, у департману Арјеж која припада префектури Памје.
По подацима из 2011. године у општини је живело 721 становника, а густина насељености је износила 74,87 становника/km². Општина се простире на површини од 9,63 km². Налази се на средњој надморској висини од 268 метара (максималној 413 m, а минималној 237 m).

## Демографија
| 1962. | 1968. | 1975. | 1982. | 1990. | 1999. | 2011. |
| ----- | ----- | ----- | ----- | ----- | ----- | ----- |
| 571   | 587   | 581   | 615   | 646   | 680   | 721   |

График промене броја становника у току последњих година